# 40 градусов
«40 градусов» — песня украинской певицы Светланы Лободы, выпущенная 31 октября 2012 года на лейблах Zion Music и «Лобода Мьюзик», и впоследствии перенесён на Sony Music Russia. Композитором и автором слов выступил Дмитрий Монатик, причём певица купила песню всего за 500 долларов, слегка изменив припев.
Впервые песня была исполнена 31 августа 2012 года на фестивале Crimea Music Fest.

## Музыкальное видео
На песню в Исландии был снят клип. По словам певицы, нордический пейзаж был выбран не случайно, каждый раз когда она слушала песню, то думала о холоде, одиночестве и несчастной любви. Главную роль исполнил датский актёр Руди Кёхнке. Специально для съёмок певица брала уроки балета, а также обучалась игре на виолончели.

## Список композиций
| №  | Название                                         | Длительность |
| -- | ------------------------------------------------ | ------------ |
| 1. | «40 градусов»                                    | 4:25         |
| 2. | «40 градусов» (Alex Ortega & Ivan Demsoff Remix) | 3:45         |

## Чарты
На девятой неделе своего пребывания в украинском чарте TopHit песня возглавила чарт и оставалась на первом месте в течение тринадцати недель. Впервые её сместила с вершины Полина Гагарина с песней «Нет» 21 января, однако уже на следующей неделе Лобода вернулась на первое место и оставалась там ещё семь недель. 25 марта Ани Лорак с песней «Зажигай сердце» заняла лидирующую позицию, но на следующей неделе Лобода вновь вернулась на вершину. Окончательно певицу с первого места потеснила Тина Кароль с песней «Помню» 15 апреля. В чарте песня пробыла 33 недели. В конце 2013 года она стала третьей по популярности песней на украинском радио по версии TopHit.
В России песня заняла 57-е место в чарте TopHit, на тот момент это был лучший результат для певицы в стране.
| Чарт (2012-13)                             | Высшая позиция |
| ------------------------------------------ | -------------- |
| Киев (Tophit City & Country Radio Hits)    | 1              |
| Москва (Tophit City & Country Radio Hits)  | 71             |
| Россия (TopHit City & Country Radio Hits)  | 57             |
| СНГ (TopHit Radio Hits)                    | 28             |
| Украина (FDR Top 40)                       | 1              |
| Украина (FDR UA Top 20)                    | 1              |
| Украина (TopHit City & Country Radio Hits) | 1              |

| Чарт (2021)                                | Высшая позиция |
| ------------------------------------------ | -------------- |
| Киев (Tophit City & Country Radio Hits)    | 1              |
| Москва (Tophit City & Country Radio Hits)  | 74             |
| Россия (TopHit City & Country Radio Hits)  | 66             |
| СНГ (TopHit Radio Hits)                    | 31             |
| Украина (TopHit City & Country Radio Hits) | 1              |

### Годовые чарты
| Чарт (2012)                                | Позиция |
| ------------------------------------------ | ------- |
| Украина (TopHit City & Country Radio Hits) | 182     |
| Чарт (2013)                                | Позиция |
| Киев (Tophit City & Country Radio Hits)    | 1       |
| СНГ (TopHit Radio Hits)                    | 108     |
| Украина (TopHit City & Country Radio Hits) | 3       |

## Награды и номинации
Песня стала лауреатом многих музыкальных премий, она победила во всех заявленных номинациях. В 2020 году песня была включена в список «20 знаковых песен за 20 лет» украинской музыкальной премии YUNA.
| Год  | Награда               | Категория                   | Результат | Прим.         |
| ---- | --------------------- | --------------------------- | --------- | ------------- |
| 2013 | Красная звезда        | Лучшая песня                | Победа    | [ 25 ] [ 26 ] |
| 2013 | Украинская песня года | Лучшая песня                | Победа    | [ 27 ]        |
| 2013 | Fashion People Awards | Fashion видео               | Победа    | [ 28 ]        |
| 2014 | YUNA                  | Лучшая песня                | Победа    | [ 29 ]        |
| 2014 | YUNA                  | Лучший видеоклип            | Победа    | [ 29 ]        |
| 2020 | YUNA                  | 20 знаковых песен за 20 лет | Включение | [ 30 ]        |

## История релиза
| Регион | Дата            | Формат                      | Лейбл                     | Прим. |
| ------ | --------------- | --------------------------- | ------------------------- | ----- |
| СНГ    | 31 октября 2012 | Радиоротация                | Zion Music, Лобода Мьюзик | [ 1 ] |
| Мир    | 15 ноября 2012  | Цифровая загрузка, стриминг | Zion Music, Лобода Мьюзик | [ 6 ] |